# Ficus pisifera
Ficus pisifera là một loài thực vật có hoa trong họ Moraceae. Loài này được Wall. ex Voigt mô tả khoa học đầu tiên năm 1845.